# Amphipoea albo
Amphipoea albo là một loài bướm đêm trong họ Noctuidae.